# بخش لیبرتی (شهرستان ون ورت، اوهایو)
بخش لیبرتی (به انگلیسی: Liberty Township) یک منطقهٔ مسکونی در ایالات متحده آمریکا است که در شهرستان وان ورت، اوهایو واقع شده‌است.
 بخش لیبرتی ۹۶٫۱ کیلومتر مربع مساحت و ۱٬۶۹۶ نفر جمعیت دارد و ۲۵۰ متر بالاتر از سطح دریا واقع شده‌است.